# Spoorlijn Hamburg Hauptbahnhof - Hamburg-Poppenbüttel
De spoorlijn Hamburg Hauptbahnhof - Hamburg-Poppenbüttel is een 17,0 kilometer lange spoorlijn in Hamburg. Zij is over de hele lengte dubbelsporig en wordt bediend door de lijnen S1 en S11 (alleen in de spits) van de S-Bahn van Hamburg. De oorspronkelijke planning voorzag ook een verlenging naar Wohldorf en Volksdorf. De lijn is als spoorlijn 1241 onder beheer van DB Netze.

## Geschiedenis

### Voorgeschiedenis

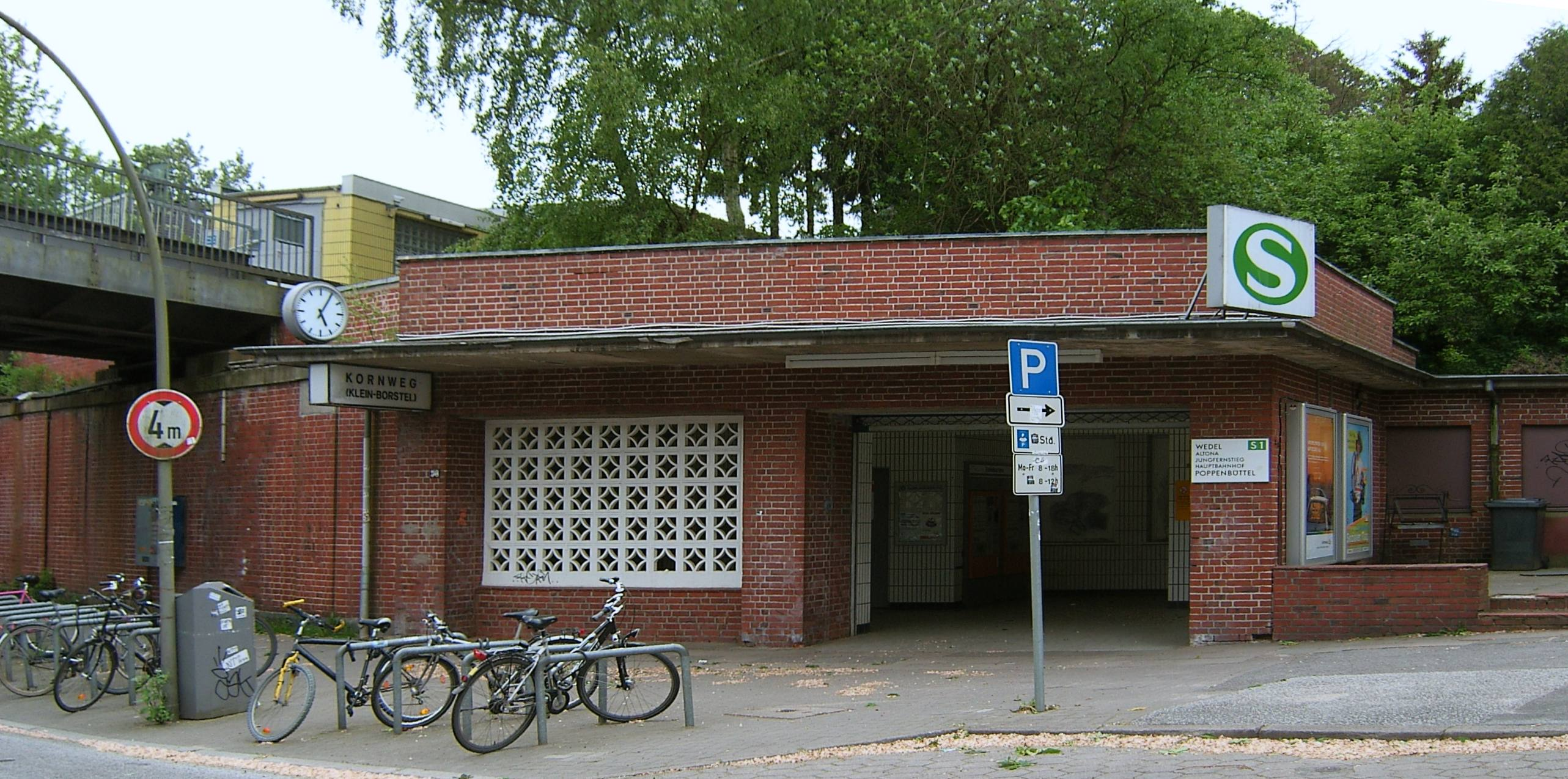
Halte Kornweg (2006)

Kort na het begin van de twintigste eeuw streefden meerdere dorpen in de regio van Hamburg, daaronder ook de exclaven van de stad, naar een aansluiting op het spoornetwerk. Buiten de Walddörfern, die later de gelijknamige spoorlijn van de Hochbaan kreeg, zijn dat ook de gemeenten in de Alstertal. Al één jaar na het ondertekenen van het "Ohlsdorfer verdrag", werden de grondwerken voor de Hamburg-Altonaer Stadt- und Vorortbahn - de voorloper van de S-Bahn - vormde, werd op 12 december 1905 een belangengroep met het doel opgericht, de Vorortbahn via Ohlsdorf door het Alstertal te verlengen.
Met de plannen voor de bouw van de lijn, werd de firma Havestadt & Contag uit Berlijn gecontracteerd. De lijn zal in Ohlsdorf vanuit de Verbindingsbaan verdergaan en tot Poppenbüttel lopen. Aansluitend zou de lijn een oostelijke zijlijn naar Volksdorf en een westelijke naar Wohldorf krijgen. De treinen zouden beiden dorpen even vaak bedienen.
De op 4 mei 1908 opgerichte "Alstertalbahn GmbH", die van de spoorlijn gebruik zou maken, onderhandelde met de Pruisische Staat en de Stad Hamburg en kon als compromis de dienst tot Poppenbüttel rijden. Omdat de daarop volgende dorpen voor een deel nog in Hamburg lagen, moest er een aparte onderneming worden opgericht.
De concessie voor de net geen zes kilometer lange traject tussen Ohlsdorf en Poppenbüttel, werd op 3 december 1912 door Hamburg en op 31 mei 1913 voor het Pruisische deel uitgegeven. De lijn zal binnen drie jaar in gebruik genomen worden en door de Preußische Staatseisenbahnen overgenomen worden.
Ondertussen werd de "Alstertalbahn GmbH" in een Aktiengesellschaft omgezet en voerde de naam "Alstertalbahn-Aktien-Gesellschaft" (ABAG). Hoofdaandeelhouder was de "Alstertal-Terrain-Aktiengesellschaft", die in 1912 door de Hamburgse makelaar Johann Vincent Wentzel (1865-1919) werd opgericht voor de ontwikkeling van het dal.

### Bouw en ingebruikname

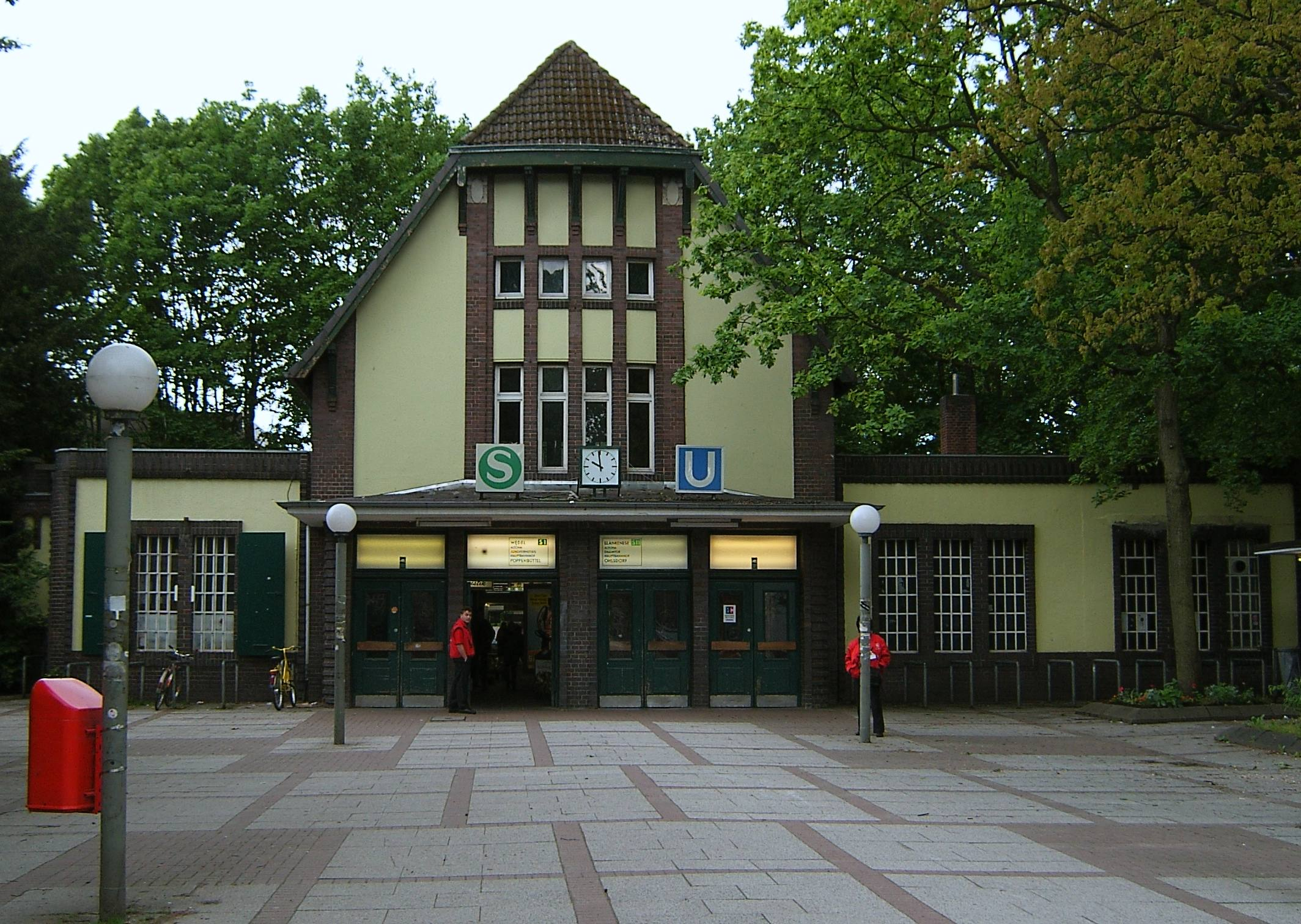
Stationsgebouw van Ohlsdorf (2006)

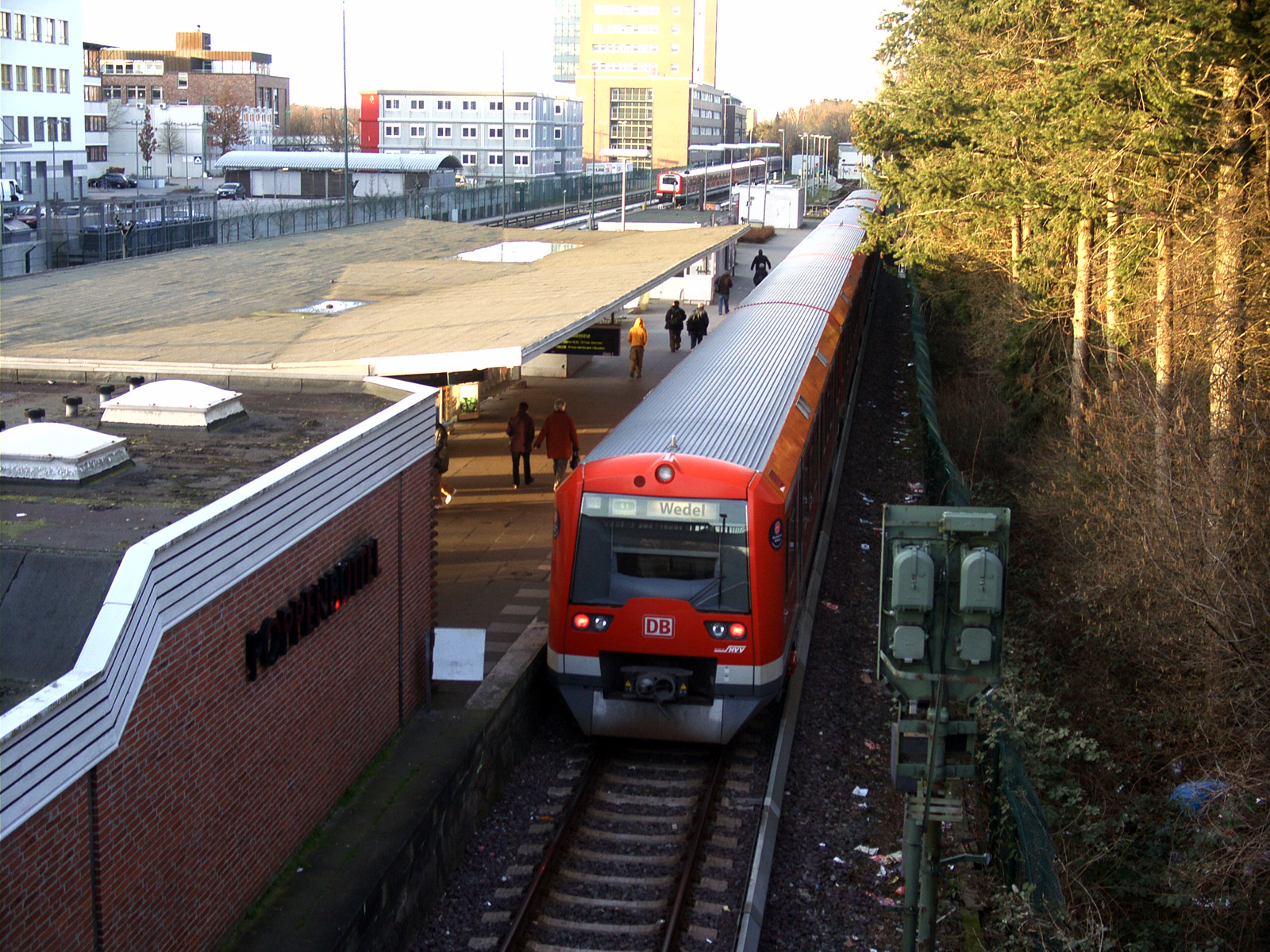
Treintype 474 bij het eindpunt Poppenbüttel (2007)

De bouwwerkzaamheden werden in 1913 gecontracteerd, zodat de Berlijnse onderneming Julius Berger AG met de bouw kon beginnen. Doordat één jaar later de Eerste Wereldoorlog begon, kwamen de werkzaamheden op grond van materieel- en werknemerstekort snel stil te liggen. Daarnaast had de ABAG moeite om haar land te verkopen en kwam in financiële problemen. De voorgenomen deadline voor ingebruikname zou niet gehaald worden, hoewel deze kort voor het einde van de oorlog met zes maanden was uitgesteld.
De oorspronkelijke planning voorzag erin om, naast de S-Bahnsporen, een derde spoor voor goederenverkeer te leggen, maar dit is niet gebouwd. De ruimte die is gemaakt voor dit derde spoor is nog te herkennen bij twee landhoofden tussen de stations Ohlsdorf en Kornweg. Door de moeilijke omstandigheden werd de lijn in het begin enkelsporig gebouwd en door de Landespolizei goedgekeurd.
Vanaf 1917 werd het goederenverkeer via één spoor afgewikkeld, waarvoor het omgrenzingsprofiel geschikt was. Vanaf 15 januari 1918 was er provisorisch reizigersverkeer. Door een tekort van koper voor de bovenleiding, werd voor het reizigersverkeer tot 1924 dieseltreinstelen van de Pruisische type VT 15 en VT 18(a) tot VT 20(a) ingezet. Deze had een extra bijwagen met de code "a", die als motorloze stuurstandrijtuig meereden voor de terugreis. Voor het goederenverkeer waren er laad- en opslagfaciliteiten in Poppenbüttel ten noorden van het reizigersstation.
De overige werkzaamheden waren op 10 juli 1920 - zes maanden na het ondertekenen van het Verdrag van Versailles - nog niet gereed, de ABAG beschikte niet meer niet meer over de financiële middelen en de hoofdaandeelhouder ATAG werd op 10 november 1920 geliquideerd. De Kreis Stormarn, waarin de lijn zich deels bevond, nam in 1922 de aandelen van ABAG over en hervatte de werkzaamheden aan de lijn. De volledige ingebruikname met wisselstroomtreinen volgde op 24 maart 1924.
Op 22 april 1940 werd het elektrische bedrijf deels omgezet. Naast de bovenleiding, waarop een wisselspanning van 6,3 kV 25 Hz stond, bevond zich nu ook een derde rail met 1,2 kV gelijkspanning. Het parallelle bedrijf hield het tot 1955 vol, toen werd de bovenleiding verwijderd. De spoorlijn was daarmee de eerste spoorlijn die met het huidige systeem van de Hamburgse S-Bahn gereden wordt.
Na de Tweede Wereldoorlog verminderde het goederenverkeer, tot het op 1 augustus 1993 officieel werd stilgelegd. De goederensporen in Poppenbüttel werd in de loop van de tijd afgebouwd. Nu bevinden zich opstelsporen en het onderhoudsbedrijf Poppenbüttel, dat de treinen aan de binnen- en buitenzijde schoonmaakt, aan dit eindpunt van de spoorlijn.

## Treindiensten
De Deutsche Bahn verzorgt het personenvervoer op dit traject met S-Bahn treinen.
| Serie | Treinsoort        | Route | Bijzonderheden          |
| ----- | ----------------- | --- | ----------------------- |
|       | S-Bahn (DB Regio) | Hamburg Airport – /Poppenbüttel – Ohlsdorf – Barmbek – Berliner Tor – Hauptbahnhof – Altona – Blankenese – Wedel |                         |
|       | S-Bahn (DB Regio) | Poppenbüttel – Ohlsdorf – Barmbek – Berliner Tor – Hauptbahnhof – Dammtor – Altona – Blankenese                  | Alleen tijdens de spits |

## Aansluitingen
In de volgende plaatsen is of was er een aansluiting op de volgende spoorlijnen:
Hamburg Hauptbahnhof
DB 1120, spoorlijn tussen Lübeck en Hamburg
DB 1240, spoorlijn tussen Hamburg Hauptbahnhof en Hamburg-Altona
DB 1244, spoorlijn tussen Hamburg Hauptbahnhof en Aumühle
DB 1245, spoorlijn tussen de aansluiting Rothenburgsort en Hamburg Hauptbahnhof
DB 1250, spoorlijn tussen aansluiting Norderelbbrücke en Hamburg Hauptbahnhof
DB 1270, spoorlijn tussen Hamburg Hauptbahnhof en Hamburg Diebsteich
DB 1271, spoorlijn tussen Hamburg Hauptbahnhof en Hamburg-Neugraben
DB 2200, spoorlijn tussen Wanne-Eickel en Hamburg
DB 6100, spoorlijn tussen Berlijn en Hamburg
Hamburg-Ohlsdorf
DB 1239, spoorlijn tussen Hamburg-Ohlsdorf en Hamburg Airport
DB 1243, spoorlijn tussen Hamburg-Barmbek en Hamburg-Ohlsdorf
DB 1247, spoorlijn tussen Hamburg-Ohlsdorf en Hamburg-Ochsenzoll

## Elektrische tractie
De S-Bahn van Hamburg maakt op dit traject gebruik van een stroomrail. Dit net heeft een spanning van 1200 volt.